# الهدف الرابع من أهداف التنمية المستدامة
الهدف الرابع من أهداف التنمية المستدامة، أو الهدف 4 من أهداف التنمية المستدامة أو الهدف العالمي 4 (اختصارًا: الهدف 4) يخص التعليم الجيد وهو من بين أهداف التنمية المستدامة السبعة عشر التي وضعتها الأمم المتحدة عام 2015. العنوان الكامل للهدف 4 هو: «ضمان التعليم الجيد المنصف والشامل للجميع وتعزيز فرص التعلم مدى الحياة للجميع».
للهدف 4 عشر مقاصد (أهداف فرعية) تقاس عن طريق 11 مؤشرًا. المقاصد السبعة «المعنية بالنتائج» هي: التعليم الابتدائي والثانوي المجاني، تساوي الفرص في الحصول على تعليم جيد قبل المرحلة الابتدائية، تعليم تقني ومهني وعالٍ ميسور التكلفة، زيادة عدد الأشخاص ذوي المهارات المناسبة للنجاح المالي، القضاء على التمييز في التعليم، إلمام الجميع بالقراءة والكتابة والحساب، التعليم لتحقيق التنمية المستدامة والمواطنة العالمية. أما المقاصد الثلاثة التي تخص «طريقة الوصول» فهي: بناء وتطوير مدارس شاملة تراعي الفروق وتكون آمنة للجميع، زيادة منح التعليم العالي للبلدان النامية، وزيادة أعداد المدرسين المؤهلين في البلدان النامية.
يهدف الهدف 4 لتزويد الأطفال واليافعين بالتعليم الجيد والمتاح بالإضافة إلى فرص تعليمية أخرى. من مقاصده المحو الكامل للأمية سواءً في القراءة والكتابة أو في الحساب. من المكونات الهامة في الحصول على المعرفة والمهارات القيمة بيئة التعلم. ومن هنا تأتي الحاجة الملحة لبناء منشآت تعليمية أكثر وتطوير المنشآت الحالية لتوفير بيئة تعليمية آمنة وفعالة وشاملة للجميع.
سبب انتشار الفقر المدقع والتمرد والنزاعات بين المجتمعات وعوامل أخرى قلة التقدم في العديد من البلدان النامية. للأطفال من البيوت الفقيرة فرص أعلى بالتسرب من المدارس مقارنةً بأقرانهم من الخلفيات الثرية. لا تزال الفوارق بين المناطق المدنية والريفية مرتفعةً. شهدت النزاعات المسلحة في غرب آسيا وشمال أفريقيا تزايدًا في أعداد الأطفال المتسرين من المدارس. أحرزت أفريقيا جنوب الصحراء أكبر تقدم من حيث التسجيل في المدارس الابتدائية من بين كل المناطق النامية – من52 بالمئة في عام 1990، وحتى 78 بالمئة في عام 2012، ولكن لا تزال هناك فوارق كبيرة.

## خلفية تمهيدية
كان «التعليم للجميع» وما يزال شعارًا مشهورًا تلقى اهتمامًا عن طريق عدة مساقات تنمية دولية منذ عام 1990. اعتُبر حساسًا عند بدء صياغة الأهداف السبعة عشر للتنمية المستدامة وحل في المركز الرابع. ينظر إلى التعليم باعتباره قوةً للتنمية المستدامة وبناء الأمم والسلام. الأطفال واليافعون الذين يحصلون على مهارات معينة كالقراءة والكتابة والحساب فرصهم أكبر للحصول على مستقبل أفضل من أقرانهم الذين يفتقدون لتلك المهارات. العالم يتغير والعولمة تتطلب أن يتأقلم سكان العالم بسرعة ويتعلموا العمل مع تقنيات أحدث.
هدف التعليم هو ضمان عدم اقتصار التنمية المستدامة على المناطق النامية، بل شموله للعالم بأكمله. الهدف الأكبر للهدف 4 من أهداف التنمية المستدامة هو توفير تعليم مرتفع الجودة وشامل، الأمر الذي سيحسن كلًّا من الحالة المعيشية للفرد، ومستقبل المجتمع.
حصل تقدم كبير في تعزيز إتاحة التعليم، وخاصةً على مستوى المدارس الابتدائية، لكل من الفتيان والفتيات. شهدت دول أفريقيا جنوب الصحراء ازديادًا في نسب إتمام المرحلة التعليمية الابتدائية من 49% في عام 2000 إلى 60% في 2006.
ولكن ازدياد إتاحة التعليم لا يعني بالضرورة تحسن جودة التعليم أو إتمام المرحلة الابتدائية. خلال تطبيق أهداف التنمية للألفية، لم يترجم ازدياد التسجيل في المدارس إلى تحسن النتائج التعليمية إذ فشلت دولة من كل 4 دول في تحقيق المعايير الدنيا في إجادة الرياضيات.
حتى نهاية عام 2019، كان ملايين الأطفال ما يزالون دون مدارس. لإغلاق المدارس في عام 2020 كجزء من الإجراءات الاحترازية لتثبيط انتشار كوفيد-19 آثار جانبية ضارة بالنتائج التعليمية. لقد أثر هذا الإغلاق على أكثر من 90 بالمئة من تعداد الطلاب العالمي، مع انقطاع عدد يقدر بنحو 1.5 بليون طفل وشخص يافع عن الوصول إلى التعليم. أثرت محدودية الوصول إلى الإنترنت حول العالم كذلك على قدرة الطلاب على الانخراط في الفرص التعليمية. يقدر أن ثلث أطفال العالم على الأقل لا يمتلكون التكنولوجيا التي يحتاجونها للمشاركة في التعليم عن بعد خلال جائحة كوفيد-19 وما نتج عنها من إغلاق للمدارس. أدت الجائحة أيضًا إلى زيادة الفروقات التعليمية بمعدل إنهاء 79% للميسورين مقابل 34% للبيوت الفقيرة.

## المقاصد والمؤشرات والتقدم
منذ عام 2015، جرت العديد من المساهمات تحت مظلة سياسة الحملة العالمية للتعليم لإعطاء تقسيم دقيق لمقاصد الهدف الرابع.
يتكون الهدف الرابع من 7 مقاصد، وثلاث وسائل للتطبيق الفعلي، و12 مؤشرًا. ثمانية من المؤشرات يفترض أن تتحقق بحلول 2030، في حين يجب تحقيق أحدها بحلول 2020، والبقية دون سنوات محددة. لكل من المقاصد مؤشر أو أكثر لقياس التقدم. تتضمن المقاصد مجانية التعليم الابتدائي والثانوي (4.1)، وتكافؤ فرص التعليم الابتدائي الجيد (4.2)، وتكافؤ فرص التعليم التقني والمهني والعالي (4.3)، وزيادة عدد الأشخاص ذوي المهارات المناسبة التي تتيح لهم تحقيق النجاح المادي (4.4)، والقضاء على كافة أشكال التمييز في التعليم (4.5)، ومحو الأمية في القراءة والكتابة والحساب للجميع (4.6)، والتعليم لتحقيق التنمية المستدامة والمواطنة العالمية (4.7)، وبناء وتحديث مدارس شاملة وآمنة للجميع (4.أ)، والتوسع في منح التعليم العالي للدول النامية (4.ب)، وزيادة عدد المعلمين المؤهلين في الدول النامية (4.ج).

### الغاية 4.1: مجانية التعليم الابتدائي والثانوي
المهمة الأساسية لهذا الغاية: «بحلول عام 2030، ضمان إتمام كل الفتيان والفتيات للتعليم الابتدائي والثانوي المنصف والمجاني والجيد الذي يؤدي إلى نتائج تعليمية فعالة ومناسبة».
أخذت العديد من القضايا بعين الاعتبار عند اختيار هذه المهمة، إذ تنص المهمة على أن: الطلاب ممولون من القطاع العام، ومشتركون في عملية تعليمية شاملة للجميع بغض النظر عن فروقاتهم، ومواردهم، ووسائلها موزعة بإنصاف بين الجميع، والتعليم يجب أن يكون ممنهجًا وموجهًا لتوفير نتائج تعليمية حقيقية بغض النظر عن العرق أو النوع الاجتماعي أو الإثنية.
لهذا الغاية مؤشران:
- المؤشر 4.1.1: «نسب الإناث إلى الذكور للأطفال واليافعين (أ) في الصف 2/3؛ (ب) في نهاية المرحلة الابتدائية؛ (ج) في نهاية المرحلة الثانوية الدنيا (الإعدادية أو المتوسطة) المحققين لمستوى الكفاءة الدنيا في (1) القراءة و(2) الرياضيات».[3]
- المؤشر 4.1.2: «معدل إنهاء (التعليم الابتدائي، التعليم الثانوي الأدنى أو الإعدادي، التعليم الثانوي الأعلى)».[14]

ما تزال نسب عدم الكفاءة مرتفعةً بشكل مقلق رغم النمو الثابت في أعداد المسجلين عبر السنوات. 88% من الأطفال (202 مليون) في أعمار المرحلة الابتدائية والثانوية الدنيا (الإعدادية أو المتوسطة) لم يكونوا يجيدون القراءة، و84 بالمئة (193 مليون) لم يكونوا يجيدون الرياضيات في عام 2015 في الدول الأفريقية جنوب الصحراء.:30
من المرجح أن يؤدي كل من إغلاق المدارس والضائقة المالية الناتجين عن جائحة كوفيد-19 في عام 2020 إلى زيادة هذه الفروقات. الفتيات عرضة لخطر أكبر بعدم العودة إلى المدارس. سيؤدي هذا إلى آثار معاكسة لتحقيق الهدف العاشر: «الحد من عدم المساواة». يمكن أن تساعد فرص التعليم عن بعد ولكنها بعيدة عن متناول العديد من الأطفال (إنترنت النطاق العريض متاح لأقل من ثلث التعداد السكاني في أفريقيا).
أهمية الهدف الرابع في هذا الغاية تكمن في العمل بشكل استراتيجي على شخصية المتعلم والمستوى التعليمي لأجل عالم أفضل.

### الغاية 4.2: المساواة في الحصول على تعليم جيد في مرحلة ما قبل الابتدائي
تسعى هذه الغاية إلى: «ضمان حصول جميع الفتيات والفتيان على نوعية جيدة من تنمية الطفولة المبكرة والرعاية والتعليم قبل الابتدائي، حتى يستعدوا للتعليم الابتدائي، وذلك بحلول 2030».
للغاية مؤشران:
- المؤشر 4.2.1: «نسبة الأطفال دون سن الخامسة الذين يسيرون على المسار الصحيح في مجال الصحة والتعلم والرفاه النفسي والاجتماعي، حسب الجنس».
- المؤشر 4.2.2: «معدل المشاركة في التعلم المنظم (قبل عام واحد من السن الرسمي لدخول التعليم الابتدائي)، حسب الجنس».

بلغ معدل المشاركة في التعليم في مرحلة الطفولة المبكرة 69% على الصعيد العالمي في عام 2017، متحسنًا عن نسبة 63% في عام 2010. وُجدت رغم ذلك فوارق كبيرة بين البلدان الأقل نماء، إذ تتراوح المعدلات فيها بين 7% إلى ما يقرب من 100%. تواجه أفريقيا جنوب الصحراء أكبر التحديات في توفير الموارد المدرسية الأساسية.:30
لا ينبغي التغاضي عن الجانب الحاسم للمساواة بين الجنسين في التعليم، عندما تتركز الجهود على الاختلالات بين البلدان المقارنة.
اقتُرح حذف المؤشر 4.2.1 في عام 2020: «يُقترح حذف جزء المؤشر الذي يقيس التقدم للأطفال بالسنوات 0-23 شهرًا والذي يمثل المستوى الثالث حاليًا».

### الغاية 4.3: المساواة في الحصول على تعليم تقني ومهني وعالي ميسور التكلفة
النص الكامل لهذ الغاية: «ضمان الوصول المتكافئ لجميع النساء والرجال إلى تعليم تقني ومهني وعالي ميسور التكلفة وعالي الجودة، بما في ذلك التعليم الجامعي، وذلك بحلول عام 2030».
لهذه الغاية مؤشر واحد: المؤشر 4.3.1: «معدل مشاركة الشباب والبالغين في التعليم الرسمي وغير الرسمي والتدريب في الأشهر الإثني عشر الماضية، حسب الجنس».
وصلت المشاركة العالمية في التعليم العالي إلى 224 مليونًا في 2018، أي ما يعادل نسبة تسجيل إجمالية قدرها 38%. تعد شمال أفريقيا وغرب آسيا من بين المناطق التي شهدت أسرع توسع في المشاركة في التعليم العالي منذ عام 2013.

### الغاية 4.4: زيادة عدد الأشخاص ذوي المهارات المناسبة للنجاح المالي
النص الكامل لهذه الغاية: «تحقيق زيادة كبيرة في عدد الشباب والبالغين الذين لديهم المهارات المناسبة، بما في ذلك المهارات التقنية والمهنية، للتوظيف والوظائف اللائقة وريادة الأعمال، وذلك بحلول عام 2030».
للغاية مؤشر واحد: المؤشر 4.4.1: «نسبة الشباب والكبار ذوي مهارات تكنولوجيا المعلومات والاتصالات، حسب نوع المهارات».

### الغاية 4.5: القضاء على كل أشكال التمييز في التعليم
النص الكامل لهذه الغاية: «القضاء على الفوارق بين الجنسين في التعليم وضمان المساواة في الوصول إلى جميع مستويات التعليم والتدريب المهني للفئات الضعيفة، بما في ذلك الأشخاص ذوي الإعاقة والشعوب الأصلية والأطفال المستضعفين، وذلك بحلول عام 2030».
لهذه الغاية مؤشر واحد: المؤشر 4.5.1: «مؤشرات التكافؤ (أنثى/ذكر، ريفي/حضري، الشريحة الخمسية للثروة الأدنى/الأعلى، وأخرى مثل حالة الإعاقة، الشعوب الأصلية، والمتضررين من النزاع، عند توفر البيانات) لجميع أنواع مؤشرات التعليم».
وُجد في عام 2016، أن ثلثي مجموعة قدرت بحوالي 750 مليون بالغ، كانا من النساء الأميات. معدلات الإلمام بالقراءة والكتابة للبالغين هي الأدنى في أفريقيا جنوب الصحراء الكبرى وجنوب آسيا، ويشكل جنوب آسيا وحده، موطن لنصف سكان العالم الأميين (49%).

### الغاية 4.6: محو الأمية وتعلم الحساب على الصعيد العالمي
النص الكامل للغاية: «التأكد من أن جميع الشباب، ونسبة كبيرة من البالغين، من الرجال والنساء، يلمون بالقراءة والكتابة والحساب، وذلك بحلول عام 2030».
لهذه الغاية مؤشر واحد: المؤشر 4.6.1: «نسبة السكان لفئة عمرية معينة، والتي تحقق على الأقل مستوىً ثابت من الكفاءة في (أ) محو الأمية و(ب) مهارات الحساب، حسب الجنس».

### الغاية 4.7: التثقيف بما يخص التنمية المستدامة والمواطنة الفاعلة
النص الكامل لهذه الغاية: «ضمان حصول جميع المتعلمين على المعرفة والمهارات اللازمة لتعزيز التنمية المستدامة، بما في ذلك، التثقيف بما يخص التنمية المستدامة وأنماط الحياة المستدامة، وحقوق الإنسان، والمساواة بين الجنسين، وتعزيز ثقافة السلام واللاعنف والمواطنة العالمية، وتقدير التنوع الثقافي، ومساهمة الثقافة في التنمية المستدامة، وذلك بحلول عام 2030».
لهذه الغاية مؤشر واحد: المؤشر 4.7.1: «مدى (1) تعليم المواطنة العالمية، (2) والتثقيف بما يخص التنمية المستدامة، بما في ذلك المساواة بين الجنسين وحقوق الإنسان، على جميع المستويات في (أ) سياسات التعليم الوطنية، (ب) والمناهج الدراسية، (ج) وتدريب المعلمين، (د) وتقييم الطلاب».